# Emilie Tagliana
Emilie Tagliana (Milano, 1854 – dopo il 1910) è stata una cantante lirica italiana, talvolta accreditata come Emilia Tagliana.

## Biografia
Studiò al Conservatorio della sua città natale perfezionando in seguito la sua arte con Giovanni Battista Lamperti. Fece i suoi primi spettacoli teatrali in Italia, debuttando a Napoli. Proseguì sulle scene internazionali, a Vienna nel 1873 (continuando anche nella stagione 1874-1875), Parigi e Odessa nel 1875. A Vienna continuò i suoi studi con Hans Richter, diventando soprano di coloratura. Nel 1877 fu chiamata al Hofoperntheater di Berlino e lì raggiunse rapidamente l'apprezzamento del pubblico, essendo nominata cantante da camera prussiana. Interpretò numerosi ruoli: la protagonista nell'opera Carmen di Bizet (la cui première ebbe luogo il 3 dicembre 1880), Zerlina nel Fra Diavolo di Auber, Angela in Le domino noir dello stesso autore, Marie in La figlia del reggimento e Lucia in Lucia di Lammermoor di Donizetti, Violetta in La traviata di Giuseppe Verdi, la protagonista in Dinorah di Meyerbeer, Gilda in Rigoletto di Verdi e Juliette in Roméo et Juliette di Gounod. 
Nel 1883, dopo diversi anni di attività, lasciò Berlino e ritornò in Italia, ritirandosi completamente dal palcoscenico.
Nel 1875 il pittore Hans Makart eseguì a Vienna il suo ritratto, un olio su tela della dimensione di 104,6 x 66,8 cm. Si sa che nel 1910 viveva in Italia, ma il luogo e data di morte sono sconosciuti.